# Dukearbela
Dukearbela is een geslacht van vlinders van de familie van de Metarbelidae. De wetenschappelijke naam en de beschrijving van dit geslacht werden voor het eerst in 2018 gepubliceerd door Wolfram Mey.
Dit geslacht is monotypisch, dat wil zeggen dat het maar één soort heeft namelijk Dukearbela translucens Mey, 2018 uit Zuid-Afrika.